# 中國宏誠控股
中國宏誠控股有限公司，簡稱中國宏誠控股，以及中國宏誠（英語：China Hongcheng Holdings Limited，SGX：C0Z），在1977年由當時山東省鄒平市人民政府創立前身為「國營山東鄒平棉紡織廠」（「山東宏誠家紡有限公司」前身）。現時由董事長和首席執行官劉明主理。
直至1994年，當時由山東亞視集團公司旗下，後來在2004年1月初，也就是接近農曆新年期間，劉明和其他相關人士，才改為民營股份制，現時總部位於中国山东省邹平经济开发区会仙三路北东首。
而股份在2007年8月8日於新加坡交易所主板上市，而招股價為0.5新加坡元，發行股份為68,000,000股，集資額為34,000,000新加坡元。

## 連結
- HCFZ.cn